# Hollád
Hollád es un pueblo ubicado en el distrito de Marcali, en el condado de Somogy, Hungría.

## Superficie
Posee una superficie de 8,20 kilómetros cuadrados.

## Demografía
Hasta 2019 la población era de 212 habitantes, con una densidad de población de 25,85 habitantes por kilómetro cuadrado.